# Burgerveen
Burgerveen est un village néerlandais situé dans la commune d'Haarlemmermeer, en province d'Hollande-Septentrionale.
Burgerveen est situé dans l'est de la commune, le long du Ringvaart, entre Rijsenhout et Leimuiderbrug. En face de Burgerveen, de l'autre côté du Ringvaart, se trouvent les lacs des Westeinderplassen. En 2002, le village comptait environ 350 habitants. Le village a été fondé au bord du polder du Haarlemmermeer, après son assèchement au milieu du XIXe siècle. Son nom est plus historique : il a été emprunté à une terre de fagnes (veen) située au bord du sud-est du lac.
Burgerveen a donné son nom à un échangeur autoroutier, celui qui relie l'A44 à l'A4, même si cet échangeur est situé plus proche de Leimuiderbrug que de Burgerveen.
Hendrikus Colijn, à deux reprises président du Conseil des ministres, est né à Burgerveen.

## Source
- (nl) Cet article est partiellement ou en totalité issu de l’article de Wikipédia en néerlandais intitulé « Burgerveen » (voir la liste des auteurs).